# Sony Xperia M2
Sony Xperia M2 — смартфон среднего ценового диапазона на базе Android с поддержкой 4G LTE. Был официально представлен на выставке  Mobile World Congress в Барселоне в феврале 2014 года. Является преемником Sony Xperia M с более быстрым процессором и улучшенной камерой.

## Технические характеристики
Sony Xperia M2 имеет неразборный корпус, изготовленный из пластика. Лицевая панель устройства защищена закалённым стеклом, на поверхности которого отсутствует олеофобное покрытие. Задняя панель устройства выполнена исключительно из глянцевого пластика. В стандартную комплектацию телефона входят: проводная гарнитура, зарядное устройство, кабель USB. Модуль камеры способен снимать FHD-видео. Телефон не имеет защиту от влаги, порт USB и разъём для наушников по этой причине выполнены без заглушек. Sony Xperia M2 работает на Android 5.1.1 Lollipop с использованием фирменной оболочки Xperia Home (из коробки — Android 4.3.4). Заявленное производителем время работы в режиме разговора — 19 часов, в режиме ожидания — 740 часов и в режиме прослушивания музыки — 110 часов. Аппарат выпускается в трёх цветовых вариантах: белый, чёрный и фиолетовый. Версия на две SIM карты — M2 Dual не имеет поддержки LTE.